# هنري هيلمان
هنري هيلمان (بالإنجليزية: Henry Hillman)‏ هو فاعل خير ورائد أعمال أمريكي، ولد في 25 ديسمبر 1918 في بيتسبرغ في الولايات المتحدة، وتوفي بنفس المكان في 14 أبريل 2017.